# Trimerina intemeliae
Trimerina intemeliae är en tvåvingeart som beskrevs av Canzoneri och Giuseppe Giovanni Antonio Meneghini 1982. Trimerina intemeliae ingår i släktet Trimerina och familjen vattenflugor.
Artens utbredningsområde är Italien. Inga underarter finns listade i Catalogue of Life.